# NGC 7659
NGC 7659 (другие обозначения — PGC 71417, UGC 12595, MCG 2-59-40, ZWG 431.64) — галактика в созвездии Пегас.
Этот объект входит в число перечисленных в оригинальной редакции «Нового общего каталога».